# Philotiella speciosa
Philotiella speciosa är en fjärilsart som beskrevs av Edwards 1878. Philotiella speciosa ingår i släktet Philotiella och familjen juvelvingar. Inga underarter finns listade i Catalogue of Life.